# Cantón de Mouzon
El cantón de Mouzon era una división administrativa francesa, que estaba situada en el departamento de Ardenas y la región de Champaña-Ardenas.

## Composición
El cantón estaba formado por trece comunas:
- Amblimont
- Autrecourt-et-Pourron
- Beaumont-en-Argonne
- Brévilly
- Douzy
- Euilly-et-Lombut
- Létanne
- Mairy
- Mouzon
- Tétaigne
- Vaux-lès-Mouzon
- Villers-devant-Mouzon
- Yoncq

## Supresión del cantón de Mouzon
En aplicación del Decreto nº 2014-203 de 21 de febrero de 2014, el cantón de Mouzon fue suprimido el 22 de marzo de 2015 y sus 13 comunas pasaron a formar parte del nuevo cantón de Carignan.